# Пердаксіус
Пердаксіус (італ. Perdaxius, сард. Perdaxius) — муніципалітет в Італії, у регіоні Сардинія, провінція Карбонія-Іглезіас.
Пердаксіус розташований на відстані близько 450 км на південний захід від Рима, 45 км на захід від Кальярі, 9 км на схід від Карбонії, 19 км на південний схід від Іглезіас.
Населення — 1471 особа (2014).

## Демографія
Населення за роками:

Станом на 1 січня 2023 року в муніципалітеті офіційно проживало 6 іноземців з 6 країн, серед них 3 громадяни країн Євросоюзу.

## Сусідні муніципалітети
- Карбонія
- Наркао
- Траталіас
- Віллаперуччо